# 타니아 로버츠
타니아 로버츠(Tanya Roberts, 1949년 10월 15일 ~ 2021년 1월 4일)는 미국의 배우이다. 영화 007 뷰 투 어 킬, TV 드라마 시리즈 미녀삼총사, 요절복통 70쇼 등에 출연했다. 2020년 12월 23일 로렐 캐년(Laurel Canyon)으로 하이킹을 갔다가 할리우드 힐스의 자택으로 돌아온 후부터 복통(intestinal pain)과 호흡 곤란을 겪었다. 12월 24일 갑자기 의식을 잃고 침대에서 떨어졌고 병원으로 옮겨졌으나 상태가 악화되어 인공호흡기를 낀 채 중환자실에 입원했다. 당초 사망한 것으로 알려졌고 2021년 1월 3일 (현지시간) 오보로 정정했으나 C형 간염 병력에 요로감염에 따른 패혈증, 다발성 장기 부전이 겹쳐 1월 4일 (현지시간) 별세했다.

## 출연 작품
- 미녀 삼총사
- 007 뷰투어킬
- 골드 시나
- 비스트마스터
- 요절복통 70쇼